# Armi Kuusela
Armi Kuusela (* 20. srpen 1934 Muhos) je finská modelka a herečka. V roce 1952 vyhrála finskou soutěž krásy Suomen Neito a ve stejném roce byla v Long Beach zvolena historicky první držitelkou titulu Miss Universe. V roce 1953 byla obsazena do hlavní role filmu Maailman kaunein tyttö, k němuž napsal scénář Mika Waltari. Jejím prvním manželem byl filipínský obchodník Virgilio Hilario, měli spolu pět dětí. V roce 1975 ovdověla, v roce 1978 se podruhé provdala za amerického diplomata Alberta Williamse, s nímž žijí v kalifornském La Jolla. Věnuje se charitě, podporuje Sanford Burnham Prebys Medical Discovery Institute. V roce 2012 obdržela Řád bílé růže, v anketě Velcí Finové se umístila na 66. místě.